# 阿其克库勒
阿其克库勒是一个位于中国新疆维吾尔族自治区于田县的湖泊，面积约为36平方千米。